# آرتور باغداساریان
آرتور واهانی باغداساریان (ارمنی: Արթուր Վահանի Բաղդասարյան؛ زادهٔ ۸ نوامبر ۱۹۶۸) سیاست‌مدار اهل ارمنستان که از ۲۰۰۳ تا ۲۰۰۶ سمت ریاست مجلس ملی جمهوری ارمنستان را بر عهده داشت. وی نماینده دوره‌های اول تا چهارم مجلس ملی جمهوری ارمنستان بوده‌است.